# Thamnium pandum
Thamnium pandum là một loài Rêu trong họ Neckeraceae. Loài này được (Hook. f. & Wilson) A. Jaeger miêu tả khoa học đầu tiên năm 1877.